# 卡蒂薩克號
卡蒂薩克號（英語：Cutty Sark；又名短襯衫號、克里斯蒂克號）是一艘現存在世的最古老飞剪式帆船，款式是英國3桅快速機帆船，長64.7公尺。卡蒂薩克是英国制造的最后一艘飞剪式帆船，也是最快的一艘，自此后，帆船被蒸气动力船而取代。卡蒂薩克號現位於英國泰晤士河旁的格林尼治港口上，作為博物館。管理组织為卡蒂薩克號信託。
自从苏伊士运河起用以后，蒸气动力船可以更快地到达中国，这一来，卡蒂薩克只花了几年时间在茶叶运输上，就被转去澳大利亚从事羊毛的运输。在这条远洋航线上，她走了近十年，创造了英国的历史。蒸气动力船经过不断地更新，慢慢地也可以到达澳大利亚，从而取代了帆船。在1895年，葡萄牙公司Ferreira and Co买下了卡蒂薩克，从新起名叫做Ferreira，继续从事货运。在1922，船长Wilfred Bowman买下了她，转去康瓦爾郡的法尔茅斯用来做培训。老船长去世后，她被转讓給泰晤士航海訓練學院當訓練船。在1954年，她正式地成为博物馆的展览船。
卡蒂薩克曾经两次被火烧过：第一次是在2007年5月21号、第二次是在2014年10月19号。
Cutty Sark whisky这种威士忌的酒名就是从这艘船而来的。
卡蒂薩克號這個名字來自蘇格蘭著名詩人羅伯特·伯恩斯寫的詩「Tam O'Shanter」中的女巫，她的綽號Cutty Sark來自她穿的白色短襯衣。

## 歷史
- 卡蒂薩克号是为船运巨头John Willis而订制的，花费了16,150英鎊，是十九世紀著名運輸茶葉的船，在1870年至1878年期間，往來中國與英國兩地，作為茶葉貿易的遠洋運輸工具。

第一次航运
1870年的2月16日，在船长George Moodie 的指挥下，装载着烈酒和啤酒前往上海。同年的6月25日，装运着1,305,812磅的茶叶从上海起程，经过好望角，在10月13日抵达伦敦。
- 之後，遠渡澳大利亞，改作羊毛貿易。
- 2007年5月21日，在英國裝修期間，卡蒂薩克號發生火災，及後進行修復至今。

## 外部参考
- 图辑：卡蒂萨克号古帆船火后重生. BBC英倫網
- 倫敦國寶級帆船「卡蒂薩克號」火災。 明報